# Thyropygus pfeifferae
Thyropygus pfeifferae är en mångfotingart som beskrevs av Carl Graf Attems. Thyropygus pfeifferae ingår i släktet Thyropygus och familjen Harpagophoridae. Inga underarter finns listade i Catalogue of Life.